# راي ريفيس
راي ريفيس (بالإنجليزية: Ray Reeves)‏ (12 أغسطس 1931 في المملكة المتحدة - 30 نوفمبر 2007 في المملكة المتحدة) هو لاعب كرة قدم بريطاني في مركزي قلب الدفاع والظهير. شارك مع منتخب إنجلترا تحت 18 سنة لكرة القدم. أما مع النوادي، فقد لعب مع نادي برينتفورد ونادي بيرتن ألبيون ونادي ريدنغ ونادي دوفر ورجبي تاون.